# ابردین (نیوجرسی)
ابردین (به انگلیسی: Aberdeen Township) شهری در ایالت نیوجرسی کشور ایالات متحده آمریکا است که جمعیت آن در سرشماری سال ۲۰۱۰ میلادی، ۱۸٬۲۱۰ نفر بوده‌است.